# 福地 (1975年電影)
《福地》（波蘭語：Ziemia obiecana），是1975年由安德烈·華依達執導的波蘭劇情片，改編自1924年的諾貝爾文學獎得主瓦迪斯瓦夫·雷蒙特的同名小說。《福地》的故事背景位於波蘭工業城市羅茲，講述了一個波蘭人、一個德國人和一個猶太人在19世紀資本主義的世界中努力建造工廠的故事。華伊達展示了這座城市令人震驚的形象，那裡有骯髒危險的工廠和缺乏品味和文化的奢華住宅。
在2015年由位於羅茲的波蘭電影博物館進行的民意調查中，《福地》在有史以來最偉大的波蘭電影名單中名列第一。

## 獎項
1975年第9屆莫斯科國際電影節中，該片獲得金獎。它還被提名奧斯卡最佳外語片獎。

## 外部連結
- 互联网电影数据库（IMDb）上《The Promised Land》的资料（英文）
- 【冷門佳片】《福地》：資本積累的血淚史- 新傳網 （页面存档备份，存于）